# Centre de formation du Paris Saint-Germain Football Club
Le centre de formation du Paris Saint-Germain Football Club est un centre de formation de football destiné à former les jeunes joueurs du Paris Saint-Germain, club de football professionnel situé à Paris et à Poissy en Île-de-France, en leur fournissant une structure d'hébergement, un accompagnement scolaire et un programme de formation sportive. La structure est inaugurée le 4 novembre 1975, avec Pierre Alonzo comme premier directeur. Les équipes de jeunes ont remporté quelques titres comme la Coupe Gambardella en 1991.
Anciennement situé sur une partie du Stade Georges-Lefèvre, près du Camp militaire des Loges dans la Forêt domaniale de Saint-Germain-en-Laye, le centre de formation du PSG fait partie des 16 centres de formation français, homologués de catégorie 1 classe A. Le Paris Saint-Germain a depuis les années 2010 d'excellents résultats dans les compétitions de jeunes. Au classement des centres de formation établi par la DTN, le centre de formation est classé en 1re position en 2019. De plus, le Paris Saint-Germain se classe en tête du classement du Challenge du meilleur club de jeunes professionnel de la Fédération française de football à 4 reprises, pour les saisons 1988-1989, 2010-2011, 2012-2013 et 2013-2014. L'Observatoire du football CIES classe en 2019 le centre de formation du PSG à la 12e place mondiale avec 50 footballeurs formés utilisés par 42 équipes différentes ces cinq dernières années pour un total de 154 723 minutes.

## Historique

### Les débuts de la formation au PSG
Le premier centre de formation du Paris Saint-Germain est inauguré le 4 novembre 1975 et dirigé par Pierre Alonzo, dans ce qui n’est alors qu'une simple maison louée, avec un petit jardin, au 120 avenue Foch à Saint-Germain-en-Laye. Avant cette date, plusieurs jeunes étaient formés à Paris mais sans aucune structure d’accueil, ils étaient alors logés en appartements et le club prenait en charge les loyers et la restauration. Les premiers jeunes accueillis au centre sont composés de François Brisson, Jean-Marc Pilorget, Lionel Justier, Thierry Morin ou encore Dominique Barberat. Le 21 décembre 1975, quatre premiers jeunes du PSG – Morin, Pilorget, Brisson, Justier – font leurs débuts professionnels au Parc des Princes, face au Stade de Reims.
Le tournoi de Montaigu, créé en 1973, a vu l'équipe U17 du PSG s'incliner en finale à 5 reprises, en 1977, 1983, 1986, 1989 et 1994. Le club est cependant parvenu à l'emporter en 1993.
En 1989, le PSG est élu meilleur club de jeunes par la FFF une première pour le club.

### Une des meilleures formations françaises
Depuis la saison 2009-2010, les équipes U19 et U17 dominent leurs championnats nationaux, cette saison là, l'équipe U19 du PSG remporte la finale du championnat face à l'AS Monaco. Alors qu'en championnat de France U17, le PSG échoue en finale face à Sochaux aux tirs au but.
La saison 2010-2011 est très prolifique pour la formation parisienne puisqu'elle devient championne de France dans les deux principales catégories de jeunes, U19 et U17. L'équipe U19 du PSG s'est de nouveau qualifiée pour les phases finales du championnat, puis a été sacrée pour la seconde fois consécutive, en finale contre Grenoble remportée 2 buts à 0, une première. Les U17 se sont qualifiés pour la finale du championnat de France et l'ont remportée en battant l'Olympique de Marseille, sur le score de 2 buts à 1. Trophée que les joueurs ont dédié à leur entraîneur Jean-Luc Vasseur, qui a quitté le club après cette victoire, après 6 ans passés à entraîner les U17 nationaux. Ce doublé est alors inédit pour un club français,. Cette saison vaut au club de remporter le challenge du meilleur club de jeunes publié par la FFF en 2011, challenge qu'il remportera également en 2013 et 2014,.
Alors que les U19 ont participé à une nouvelle finale en 2012, il faudra attendra la saison 2015-2016 pour voir l'équipe remporter un nouveau trophée de champion de France face à l'Olympique lyonnais (2 buts à 1). Le PSG réalise d'ailleurs le second doublé (U17 et U19) de son histoire après celui de 2010-2011 puisqu'après deux finales perdues consécutivement en 2014 et en 2015, les U17 parisiens remportent la finale de l'édition 2016 contre l'AS Saint-Étienne 4 buts à 2 pour le dernier match dirigé par leur entraineur David Bechkoura, ils réalisent même le doublé l'année suivante en l'emportant contre l'AS Monaco 3 buts à 0, sous la houlette de Laurent Huard. Cette même année 2016 les U19 atteignent la finale de la Youth League, qu'ils perdent 2 buts à 1 face à Chelsea,.
L'Al Kass International Cup (pt), disputée à Doha au Qatar depuis 2012 par des équipes U17 venant du monde entier, est remportée par le club en 2012 lors de la première édition. Le PSG sera finaliste en 2013 avant de remporter à nouveau le trophée en 2015 et en 2018.
Durant ces années 2010, le centre de formation du PSG progresse et est reconnu désormais comme un des meilleurs de France par la Direction technique nationale puisqu'il est classé à la troisième place en 2015 et 2017 et à la seconde en 2016 et 2018 derrière l'Olympique lyonnais, et en première position en 2019.
Depuis 2014, le club observe le départ de jeunes du centre de formation parisien vers de grands clubs européens avant même la signature du contrat professionnel tels que Kingsley Coman parti à la Juventus en 2014, Dan-Axel Zagadou au Borussia Dortmund en 2017 ou encore Claudio Gomes à Manchester City en 2018,. Pour enrayer cette fuite, le club parisien opère de nombreux changements dans l'organigramme du centre de formation et nomme Luis Fernandez au poste de directeur sportif du centre de formation à l'été 2017 tandis que l'année suivante Carles Romagosa et David Hernandez, respectivement directeur technique du centre de formation et coordinateur de la méthodologie, quittent le club. Leeroy Echteld est nommé entraîneur de la réserve, Thiago Motta entraîneur des U19, Paulo Noga directeur technique et Bertrand Reuzeau manageur général du centre de formation.
Le club a également proposé pas moins de 22 contrats professionnels en 2017-2018 à de nombreux jeunes joueurs,. L'année 2018-2019 voit aussi l'utilisation croissante de joueurs formés au club au sein de l'effectif professionnel. Ainsi cette saison-là pas moins de 12 joueurs formés au PSG ont participé à au moins une rencontre officielle de l'équipe première, un record,. Cette très forte utilisation de jeunes issus du centre de formation et le nombre très important de contrats professionnels signés aux jeunes a notamment permis au club d'être élu meilleur centre de formation français en 2019 par la DTN de la FFF pour la première fois.
Depuis la saison 2018-2019, le PSG participe à la Premier League International Cup, une compétition qui permet aux meilleures équipes U23 d'Europe de s'affronter, ainsi un groupe d'entraînement dit « groupe élite » voit le jour. Les meilleurs éléments des différentes catégories de jeunes sont regroupés dans un seul et même groupe d'entraînement qui représente le club dans cette compétition. Toutefois, dès l'année suivante, alors que le centre de formation est sous le feu des critiques, le groupe élite évoluant en National 2, soit l'équipe réserve, est dissous par Antero Henrique, le directeur sportif du PSG. Le club annonce se reconcentrer désormais sur l'équipe U19 qui devient la dernière étape de la formation avant un possible passage dans le groupe professionnel. L'équipe U19 disputera donc 4 compétitions : le championnat de France U19, la Coupe Gambardella, l'UEFA Youth League et la Premier League International Cup auparavant jouée par le groupe élite,.
À l'issue de la saison 2018-2019, avec le retour de Leonardo à la tête de la direction sportive du PSG, le centre de formation est complètement restructuré. Ainsi, Bertrand Reuzeau, manager du centre de formation depuis un an, part à l'AS Monaco. Concernant les entraîneurs des équipes de jeunes, Laurent Huard (U17), Thiago Motta (U19) et Leeroy Etcheld (nl), l'entraîneur néerlandais de l'équipe réserve, quittent le club. La suppression de cette dernière est tout d'abord confirmée par Leonardo. Stéphane Roche reprend les U19 tandis que Stéphane Moreau entraînera les U17. Les U16 sont quant à eux repris par Olivier Guégan, ex-adjoint de l'équipe réserve. Cette catégorie était auparavant dirigée par Bafodé Diakhaby qui prend la tête des U14, l'équipe de la première année en préformation. Thomas Leysalles qui s'occupait de celle-ci, entraîne désormais les U15 à la place de Saïd Aïgoun, qui quitte le club.

## Philosophie de jeu
D'après l'entraîneur des gardiens Alfred Dossou-Yovo « Au PSG, les gardiens devaient capter le maximum de ballons pour relancer le plus vite possible. Ça devait devenir une arme [...] L'objectif de notre formation consistait à faire des gardiens les premiers attaquants. ».

## Palmarès et résultats

### Palmarès
| Compétitions officielles masculines | Tournois amicaux et saisonniers masculins |
| --- | --- |
| - Championnat National U19 (6) - Champion en 2006 (U18), 2010, 2011, 2016, 2024 et 2025 - Finaliste en 2012 et 2023 - Championnat National U17 (3) - Champion en 2011, 2016 et 2017. - Finaliste en 2008 (U16), 2010, 2014 et 2015. - Coupe Gambardella (1) - Vainqueur en 1991. - Finaliste en 1978, 1989 et 1998. - UEFA Youth League - Finaliste en 2016. Anciennes compétitions - Championnat de France Cadets/Challenge Paul Nicolas (1) - Champion en 1988,. - Vice-champion en 1980. - Challenge du Meilleur Club de Jeunes (4) - Vainqueur en 1989, 2011, 2013 et 2014. | - Al Kass International Cup (pt) (3) - Vainqueur en 2012, 2015 et 2018 - Finaliste en 2013 - Tournoi Carisport (1) - Vainqueur en 2008. - Finaliste en 1996, 1997 et 2011. - Tournoi de Montaigu (1) - Vainqueur en 1993. - Finaliste en 1977, 1983, 1986, 1989 et 1994. - Tournoi de Plougonvelin - Finaliste en 1993. - Pouss’Cup - Vainqueur en 2025. |
| - Championnat National U19 (6) - Champion en 2006 (U18), 2010, 2011, 2016, 2024 et 2025 - Finaliste en 2012 et 2023 - Championnat National U17 (3) - Champion en 2011, 2016 et 2017. - Finaliste en 2008 (U16), 2010, 2014 et 2015. - Coupe Gambardella (1) - Vainqueur en 1991. - Finaliste en 1978, 1989 et 1998. - UEFA Youth League - Finaliste en 2016. Anciennes compétitions - Championnat de France Cadets/Challenge Paul Nicolas (1) - Champion en 1988,. - Vice-champion en 1980. - Challenge du Meilleur Club de Jeunes (4) - Vainqueur en 1989, 2011, 2013 et 2014. | Compétitions féminines |
| - Championnat National U19 (6) - Champion en 2006 (U18), 2010, 2011, 2016, 2024 et 2025 - Finaliste en 2012 et 2023 - Championnat National U17 (3) - Champion en 2011, 2016 et 2017. - Finaliste en 2008 (U16), 2010, 2014 et 2015. - Coupe Gambardella (1) - Vainqueur en 1991. - Finaliste en 1978, 1989 et 1998. - UEFA Youth League - Finaliste en 2016. Anciennes compétitions - Championnat de France Cadets/Challenge Paul Nicolas (1) - Champion en 1988,. - Vice-champion en 1980. - Challenge du Meilleur Club de Jeunes (4) - Vainqueur en 1989, 2011, 2013 et 2014. | - Challenge National Féminin U19 (3) - Vainqueur en 2016, 2017 et 2019. - Finaliste en 2014, 2015 et 2018. |

L'équipe réserve masculine a remporté le Championnat de France de Division 3 en 1987 (Groupe nord), le Championnat de France amateur (1) en 2003 (Groupe A) et la Coupe de Paris en 1972, 1973 et 1980.
L'équipe réserve féminine a elle remporté la Division d'Honneur de la Ligue de Paris Ile-de-France en 2011.

#### Distinctions internes
L'association Les Titis du PSG décerne chaque année plusieurs trophées officieux appelés Titis d'or, notamment le « Meilleur espoir du centre de formation (CFA) du PSG » élu par le public jusqu'en 2011 et désigné par la suite par ses propres coéquipiers du centre de formation des catégories U17, U19 et CFA :
- Titi d'Or (Meilleur espoir du CFA) :
  - Abdelaziz Barrada (Milieu) en 2007
  - Hervin Ongenda (Attaquant) en 2008 et 2011
  - Alphonse Areola (Gardien) en 2009
  - Kingsley Coman (Attaquant) en 2012 et 2013
  - Jean-Kévin Augustin (Attaquant) en 2014
  - Odsonne Édouard (Attaquant) en 2015
  - Moussa Diaby (Attaquant) en 2016
  - Yacine Adli (Milieu) en 2017
  - Arthur Zagré (Défenseur) en 2018
  - Tanguy Kouassi (Milieu) en 2019[49]
  - Arnaud Kalimuendo (Attaquant) en 2020[50].
  - Ayman Kari (Milieu) en 2021
  - Warren Zaïre-Emery (Milieu) en 2022
  - Senny Mayulu (Milieu) en  2023
  - Ibrahim Mbaye (Attaquant) en 2024

- Titi d'Or féminine (Meilleur espoir féminin du CFA) :
  - Vicki Becho (Attaquante) en 2019[51]
  - Hawa Sangaré (Attaquante) en 2020[52].
  - Manssita Traoré (Attaquante) en 2021
  - Océane Toussaint (Gardien) en 2022
  - Naolia Traoré (Attaquante) en 2023
  - Alyssa Fernandes (Gardien) en 2024

- Meilleur Titi-Pro du PSG : David N'Gog en 2007, Mamadou Sakho en 2008, 2009, 2011 et 2012, Adrien Rabiot en 2013, 2015, 2016 et 2017, Jean-Christophe Bahebeck en 2014, Presnel Kimpembe en 2018 et 2020 ,Colin Dagba en 2019[53].

- Meilleur ex-Titi du PSG : Nicolas Anelka en 2007, 2008 et 2009, Abdelaziz Barrada en 2011, Youssouf Mulumbu en 2012, Mounir Obbadi en 2013, Yacine Brahimi en 2014, Kingsley Coman en 2015 , 2017 et 2020, Moussa Dembélé en 2016, Mattéo Guendouzi en 2018 et Odsonne Édouard en 2019[54].

- Meilleur technicien du CFA : Jean-Luc Vasseur (Coach U17) en 2009 et 2011, David Bechkoura (Coach U19 et U17) en 2012, 2013 et 2016, François Rodrigues (Coach U17) en 2014, Laurent Huard (Coach U17) en 2017, Thiago Motta (Coach U19) en 2018 et Stéphane Moreau (Coach U17) en 2019[55].

Avant 2009, il n'y avait pas de vote pour le meilleur entraîneur de l'année. En 2010, aucune élection n'eut lieu pour cause de transfert du site internet de l'association des Titis du PSG.

## Structures

### Équipements sportifs et scolaires

#### Centre d'entraînement Ooredoo

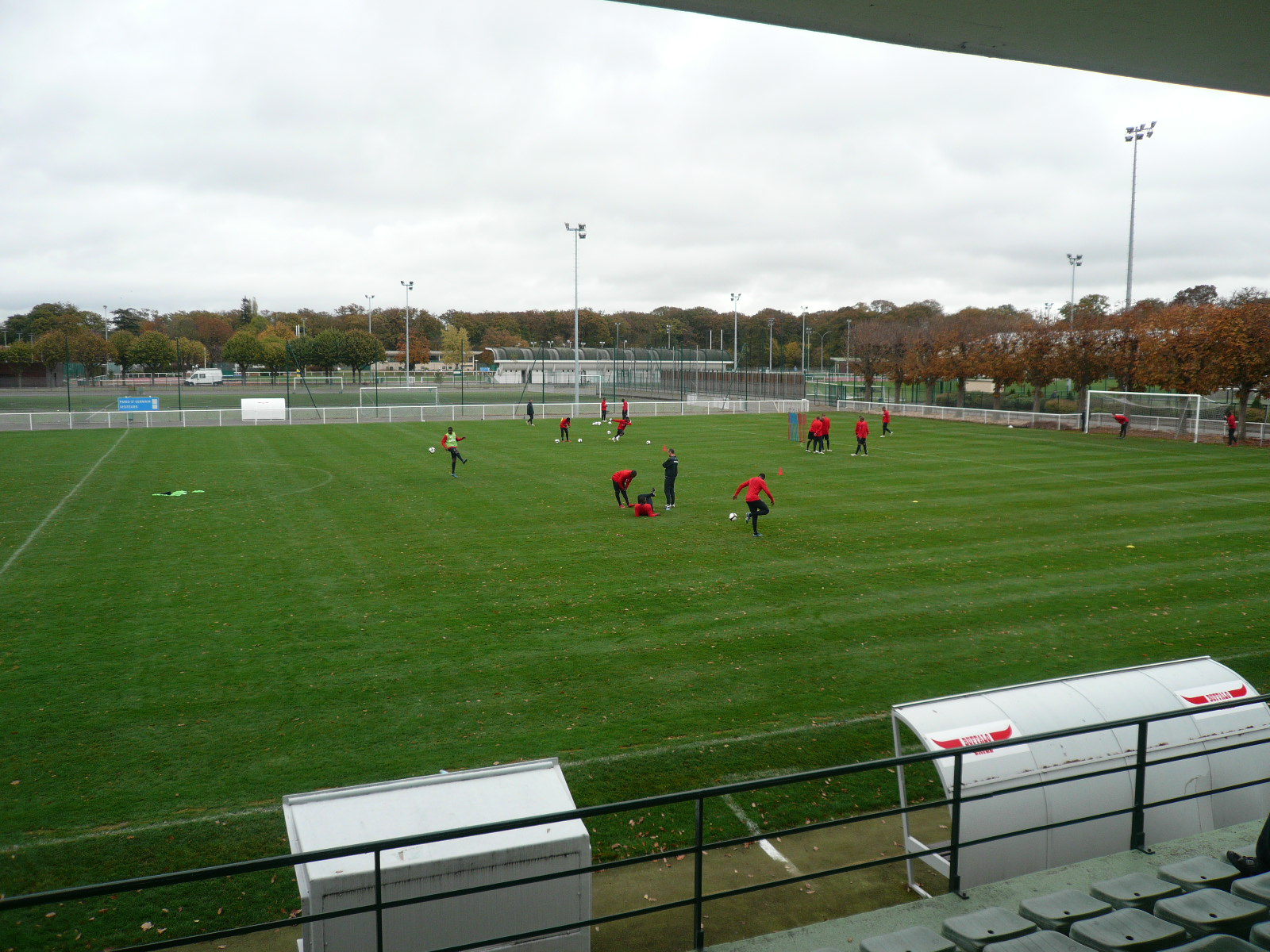
Stade Georges-Lefèvre à Saint-Germain-en-Laye.

Les installations, entièrement rénovée en 2008, sont basées principalement sur deux sites au Camp des Loges (Centre d'entraînement Ooredoo depuis 2013) à Saint-Germain-en-Laye pour le centre de formation et à Verneuil-sur-Seine pour celui de préformation.
Les jeunes bénéficient des terrains en herbe et synthétiques du stade Georges-Lefèvre de Saint Germain.
Dans la saison 2019-2020, le conseil général et le PSG participe à des travaux de rénovation du stade Georges-Lefèvre, estimés à environ 5 millions d'euros.
Lors du déménagement des sections masculines professionnelles et de formation à Poissy, il est prévu que les féminines du club s'installent au Centre d'entrainement Ooredoo. Un centre de formation pour les féminines et les équipes de l'association PSG s'y installeront aussi.

#### Paris-Saint-Germain Training Center
Pour la saison 2023-2024, les équipes masculines professionnelles de football et de handball s'installent sur les terrasses de Poncy au Campus Paris Saint-Germain dans la ville de Poissy (Yvelines). Un centre de la performance y est installé et regroupe le centre de formation et de préformation des équipes masculines de football et de handball. Ce centre comprendra notamment, pour ce qui concerne le football, une surface utile de 74 hectares, 14 terrains de football au total (10 pour les centres de formation et de préformation), dont 4 en synthétique, 32 chambres de standing et de zones de vie pour les pros, une clinique du sport, un stade de 5 000 places couvertes, à 100 % accessible aux personnes à mobilité réduite. L'enveloppe budgétaire dévolue à ce projet est évalué à 300 millions d'euros.
Il est prévu que les U19 en Youth League et la CFA du club jouent désormais sur un stade de 5 000 places dans le nouveau centre de la performance construit par le PSG sur les terrasses de Poncy à Poissy (Yvelines).

#### Scolarité
La scolarité est une des premières préoccupations du centre de formation: « Un projet scolaire et sportif ». Elle est internalisée par le PSG depuis l'ouverture du Campus de Poissy. Scolarité qui va mixer des footballeurs du PSG, mais également des handballeurs, des judokas ou encore des basketteurs. Les jeunes bénéficient d'un statut d'apprenti qui leur permet de pratiquer leur sport de haut niveau avec des horaires aménagés, tout en préparant scolairement leur avenir immédiat ou leur avenir post-compétition. Mehdi RAHOUI, haut fonctionnaire issu de l’éducation nationale est le directeur de l'éducation du Paris Saint-Germain et dirige le pôle extra-sportif et la scolarité. À la tête de ce département, Mehdi Rahoui développe une nouvelle organisation faisant passer les taux de réussite des jeunes aux examens de 30% à 95%.

### Organigramme
CENTRE DE FORMATION
Le poste de directeur du centre de formation est vacant pour le moment.
Direction
- Directeur Football Academy : Luca Cattani
- Directeur adjoint Football Academy : Yohan Cabaye

Staff technique
- Entraîneur de l'équipe U19 : Zoumana Camara
- Entraîneur de l'équipe U17 : Stéphane Moreau

## Personnalités historiques du centre

### Joueurs
Pour l'UEFA, un « joueur formé par un club » est un joueur qui, entre la saison de ses 15 ans et celle de ses 21 ans, a été inscrit auprès du club pendant trois saisons complètes, consécutives ou non, ou pendant 36 mois. De plus dans le cas du championnat de France, la saison précédant immédiatement le quinzième anniversaire du joueur peut être comptée si son anniversaire est entre le dernier match du championnat et le 30 juin, et la saison suivant immédiatement son vingt-et-unième anniversaire peut être comptée si son anniversaire est entre le 1er juillet et le premier match du championnat.

#### Joueurs internationaux

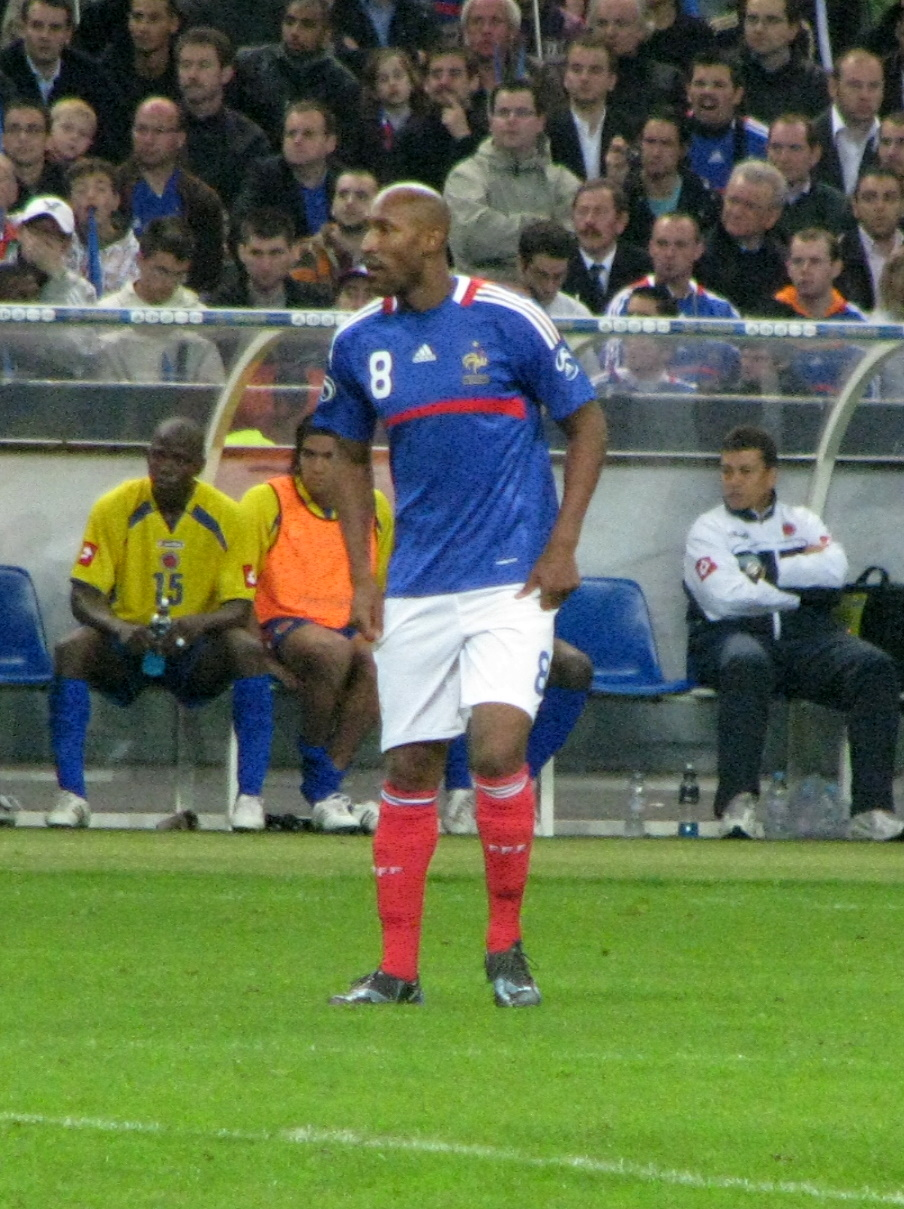
Nicolas Anelka, joueur formé au PSG le plus sélectionné en équipe de France.

Le tableau suivant donne la liste actualisée au 21 octobre 2020 des joueurs internationaux français passés par le centre de formation du PSG, leur année de naissance, leur nombre de sélections ainsi que la période correspondante. Les joueurs dont la carrière internationale est toujours en cours sont indiqués en caractères gras.
| Joueur              | Génération | Période   | Sélections |
| ------------------- | ---------- | --------- | ---------- |
| Luis Fernandez      | 1959       | 1982-1992 | 60         |
| François Brisson    | 1958       | 1982-1984 | 2          |
| Jean-Claude Lemoult | 1960       | 1983      | 2          |
| Amara Simba         | 1961       | 1991-1992 | 3          |
| Nicolas Anelka      | 1979       | 1998-2010 | 69         |
| Richard Dutruel     | 1972       | 2000      | 1          |
| Mamadou Sakho       | 1990       | 2010-2018 | 29         |
| Clément Chantôme    | 1987       | 2012      | 1          |
| Kingsley Coman      | 1996       | 2015-     | 55         |
| Adrien Rabiot       | 1995       | 2016-     | 43         |
| Presnel Kimpembe    | 1995       | 2018-     | 28         |
| Alphonse Areola     | 1993       | 2018-     | 5          |
| Jonathan Ikoné      | 1998       | 2019-     | 4          |
| Mike Maignan        | 1995       | 2020-     | 14         |
| Moussa Diaby        | 1999       | 2021-     | 11         |
| Christopher Nkunku  | 1997       | 2022-     | 10         |
| Warren Zaire-Emery  | 2006       | 2023-     | 2          |
| Total               |            | 1982-2020 | 269        |

À noter que plusieurs joueurs internationaux français comme Sébastien Corchia (1 sélection), Ferland Mendy (7 sél.), Mattéo Guendouzi (1 sél.) et Steven Nzonzi (18 sél.) ont été préformés au PSG.
Plusieurs joueurs issus du centre de formation représentent durant leur carrière un autre pays que la France. Il s'agit de joueurs possédant une autre nationalité que la nationalité française, ou de joueurs ayant décidé de représenter le pays de leurs ascendants. Ainsi de nombreux joueurs formés au Paris Saint-Germain intègrent des équipes nationales africaines. C'est le cas de Youssouf Mulumbu, Christopher Oualembo, Granddi Ngoyi, Chris Mavinga, Neeskens Kebano et Jordan Ikoko avec la République démocratique du Congo, de Mounir Obbadi, Ahmed Kantari et Abdelaziz Barrada avec le Maroc, de Boukary Dramé, Younousse Sankharé et Youssouf Sabaly avec le Sénégal, de Souleymane Bamba et Brice Dja Djédjé avec la Côte d'Ivoire, de Fouad Bachirou et Nakibou Aboubakari avec les Comores, de Ousseynou Cissé et Alassane També avec le Mali, de Félix Eboa Eboa avec le Cameroun, de Hocine Ragued avec la Tunisie ou encore de Bartholomew Ogbeche avec le Nigeria. D'autres intègrent des équipes d'Europe de l'Est et d'Amérique du Nord comme Lorik Cana avec l'Albanie, de Timothy Weah avec les États-Unis, et de Jean-François Lecsinel et Stéphane Lambese avec Haïti (CONCACAF).

#### Palmarès international des joueurs du centre de formation

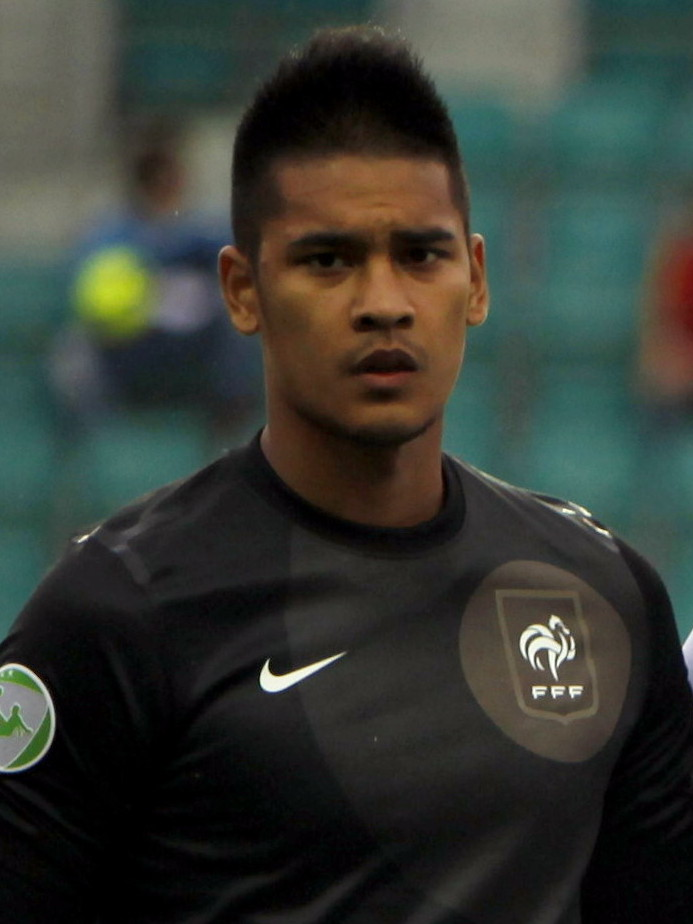
Alphonse Areola, joueur formé au PSG champion du monde avec la France en 2018 et en 2013 avec les U20 français.

Deux joueurs ont remporté la Coupe du monde en étant formés au Paris Saint-Germain, il s'agit de Alphonse Areola et Presnel Kimpembe en 2018 avec l'équipe de France. Luis Fernandez et Nicolas Anelka sont les seuls à avoir remporté un Euro, en 1984 pour le premier et en 2000 pour le deuxième, avec la France. La Coupe des confédérations est remporté par Nicolas Anelka avec la France en 2001. Enfin, deux joueurs formés au club ont terminé vainqueurs du tournoi de football des Jeux olympiques, François Brisson et Jean-Claude Lemoult en 1984 avec la France.
Chez les équipes de jeunes et les espoirs, la Coupe du monde des moins de 20 ans est remportée en 2013 par Alphonse Areola, Youssouf Sabaly et Jean-Christophe Bahebeck. Celle des moins de 17 ans est remportée par Samuel Piètre en 2001. Concernant les championnats d'Europe, l'Euro Espoirs est remporté par Claude Barrabé en 1988. Dans la catégorie des moins de 19 ans, l'Euro est remporté par Franck Dja Djédjé en 2005 et Jean-Kévin Augustin en 2016. L'Euro Juniors U18 est remporté par Nicolas Anelka en 1996, par Fabrice Kelban en 1997, et par Nicolas Fabiano en 2000. Enfin l'Euro U17 est remporté en 2015 par Alec Georgen, Mamadou Doucouré, Odsonne Edouard, Jonathan Ikoné et Lorenzo Callegari.

#### Principaux joueurs ayant réussi en équipe première
Seuls figurent les joueurs ayant disputé au moins 100 matchs officiels toutes compétitions confondues avec l'équipe première. Le joueur formé au club ayant participé au plus grand nombre de matchs officiels sous le maillot parisien est Jean-Marc Pilorget avec 435 matchs accumulés tout au long de sa carrière parisienne.
| Rang | Nom                 | Apparitions | Période                 |
| ---- | ------------------- | ----------- | ----------------------- |
| 1    | Jean-Marc Pilorget  | 435         | 1975 - 1989             |
| 2    | Éric Renaut         | 290         | 1972 - 1982             |
| 3    | Luis Fernandez      | 273         | 1978 - 1986             |
| 4    | Jean-Claude Lemoult | 266         | 1976 - 1986             |
| 5    | Franck Tanasi       | 255         | 1977 - 1991             |
| 6    | Clément Chantôme    | 249         | 2006 - 2015             |
| 7    | Francis Llacer      | 248         | 1989 - 1999 2001 - 2003 |
| 8    | Presnel Kimpembe    | 236         | depuis 2014             |
| 9    | Adrien Rabiot       | 226         | 2012 - 2019             |
| 10   | Mamadou Sakho       | 201         | 2007 - 2013             |
| 11   | Thierry Morin       | 171         | 1975 - 1986             |
| 12   | Alphonse Areola     | 107         | 2012 - 2022             |

#### Autres joueurs
Au total, 120 « titis parisiens » sont apparus en compétition officielle avec le PSG dont 102 en Ligue 1.

## Effectifs et encadrements techniques actuels

### Effectif espoirs
L'équipe espoir du Paris Saint-Germain a été fondée pendant la saison 2025-2026 et est entraînée par Jean-François Vulliez.

### Effectif des moins de19 ans
L'équipe des moins de 19 ans du Paris Saint-Germain évolue en championnat national de la catégorie. L'effectif est essentiellement composé de joueurs U19 et U18, ainsi que quelques éléments surclassés U17 et U16.
Cette équipe est également amenée à disputer la coupe Gambardella, l'UEFA Youth League, créée en 2013-2014, l'équivalent de la Ligue des champions de l'UEFA de la catégorie, et la Premier League International Cup depuis cette saison 2019-2020.

### Effectif des moins de17 ans
L'équipe des moins de 17 ans du Paris Saint-Germain évolue en championnat national de la catégorie, et est entrainée par Vincent Ehouman depuis la saison 2025-2026. L'effectif est composé de joueurs nés de 2008 à 2010.
L'équipe des U17 participe aussi à quelques tournois internationaux amicaux d'envergure, comme le tournoi de Montaigu, créé en 1973, ou l'Al Kass International Cup (pt), compétition organisée à Doha au Qatar auquel le PSG participe depuis sa création en 2012.

## Section féminine
Dès 2009, le PSG affiche son ambition de développer un centre de formation féminin afin de renforcer son équipe première féminine évoluant en première division. Plusieurs équipes, en plus de l'équipe fanion, ont été créées. L'équipe réserve évolue dans la Division d'Honneur de la Ligue de Paris-Île-de-France, plus haut niveau régional, qu'elle remporte en 2011. L'équipe U18 évolue dans le championnat régional de la catégorie, à 11 joueuses, et l'équipe U15 participe au Championnat Régional de la catégorie dans lequel, en 2010-2011, elle termine première de la poule de championnat U15 la plus relevée de la région, et remporte la Coupe de Paris-Île-de-France de la catégorie.
L'année 2012 marque le départ du projet du club de moderniser et pérenniser sa section féminine. Farid Benstiti est l'entraîneur de l'équipe première à l'époque et c'est à son initiative, notamment, que le centre de formation des féminines va être créé sur le même modèle que celui de l'OL ou de l'EAG. Durant la saison 2014-2015, les entraînements des joueuses du centre de formation sont alors quotidiens et se déroule au Stade Jules-Noël situé dans le 14e arrondissement de Paris. Durant les saisons suivantes, l'équipe U19 notamment s'entraîne sur les terrains synthétiques annexes du Stade Charléty situé dans le 13e arrondissement.
En 2013, le PSG dissout son équipe réserve, la jugeant inefficace concernant la formation de ses jeunes, et décide de privilégiée son équipe U19 qui évolue dans le Challenge National Féminin U19, plus haut niveau national de la catégorie. Les progrès du PSG en ce qui concerne la formation se font ressentir à partir de la saison 2013-2014, le PSG enchaîne en effet six finales consécutives dans la compétition de l'élite U19 féminin, un record,. Les Parisiennes, alors entraînées par Pierre-Yves Bodineau, perdent leurs deux premières finales face à l'Olympique lyonnais, avant de prendre leur revanche en battant ce même club en 2016 3 à 1 et en 2017 aux tirs au but (3-2). Le PSG s'incline en finale contre Montpellier la saison suivante mais récupère le trophée en 2019 en écrasant les Lyonnaises 5-1 en finale.
La grande majorité des joueuses du centre de formation, surnommées les « titis girls », ne passe pas professionnelle au sein de l'effectif du Paris Saint-Germain. Toutefois, à partir de la fin des années 2010, plusieurs jeunes joueuses formées au PSG, signent et s'imposent progressivement dans l'effectif professionnel qui entame un nouveau cycle avec une équipe rajeunie, à l'image de Perle Morroni, Grace Geyoro, Sandy Baltimore ou Marie-Antoinette Katoto.
Les départs à l'été 2020 de deux jeunes joueuses, Vicki Becho et Alice Sombath, pour l'Olympique lyonnais est très médiatisé, elles mettent notamment en cause le manque de considération de la part de la direction parisienne. Dans le même temps, alors que l'équipe des moins de 19 ans est tenante du titre et en tête du championnat U19 avant l'arrêt dû à la pandémie de Covid-19, son entraîneur argentin Jorge Quiroz, en fin de contrat, est invité à partir par Bruno Cheyrou, directeur sportif de la section féminine, qui nomme à la place un de ses proches, Grégory Bénarib. Malgré ces controverses, le PSG continue de miser sur sa formation et alors que Morroni, Geyoro, Baltimore et Katoto sont devenues des cadres de l'effectif professionnel parisien, quatre jeunes joueuses du centre de formation effectuent leur début professionnel avec l'équipe première en novembre et décembre 2020, en D1 et en Ligue des champions.
En 2023, le centre de formation féminin du PSG rentre dans une nouvelle ère avec l'agrément de la Délégation régionale académique à la Jeunesse, à l'Engagement et aux Sports (DRAJES), possibilité offerte grâce à un plan de développement de la FFF. Jusque là, les jeunes joueuses parisiennes évoluaient dans un centre de formation privé basé au Mesnil-Saint-Denis. Désormais, la trentaine de joueuses sélectionnées évolueront six mois au centre d'entraînement du Camp des Loges avant de rejoindre le nouveau campus à Poissy en janvier 2024. Elles se retrouveront avec leurs homologues garçons du centre de formation et seront nourries, logées et pourront suivre les cours scolaires mixtes sur place. Enfin, le PSG envisage de recréer une équipe réserve à partir de la saison 2024-2025 afin de la faire évoluer dans la nouvelle D3. Elle pourrait débuter en ligue régionale dans un premier temps.

### Effectif des moins de19 ans
L'équipe féminine des moins de 19 ans du Paris Saint-Germain évolue dans le championnat national de la catégorie, et est entrainée par Grégory Bénarib depuis la saison 2020-2021. L'effectif est composé de joueuses nées entre 2006 et 2009. De plus, l'ancien joueur du PSG Paulo César est nommé entraîneur adjoint dans le cadre de l'obtention de ses diplômes d'entraîneur.

### Joueuses internationales

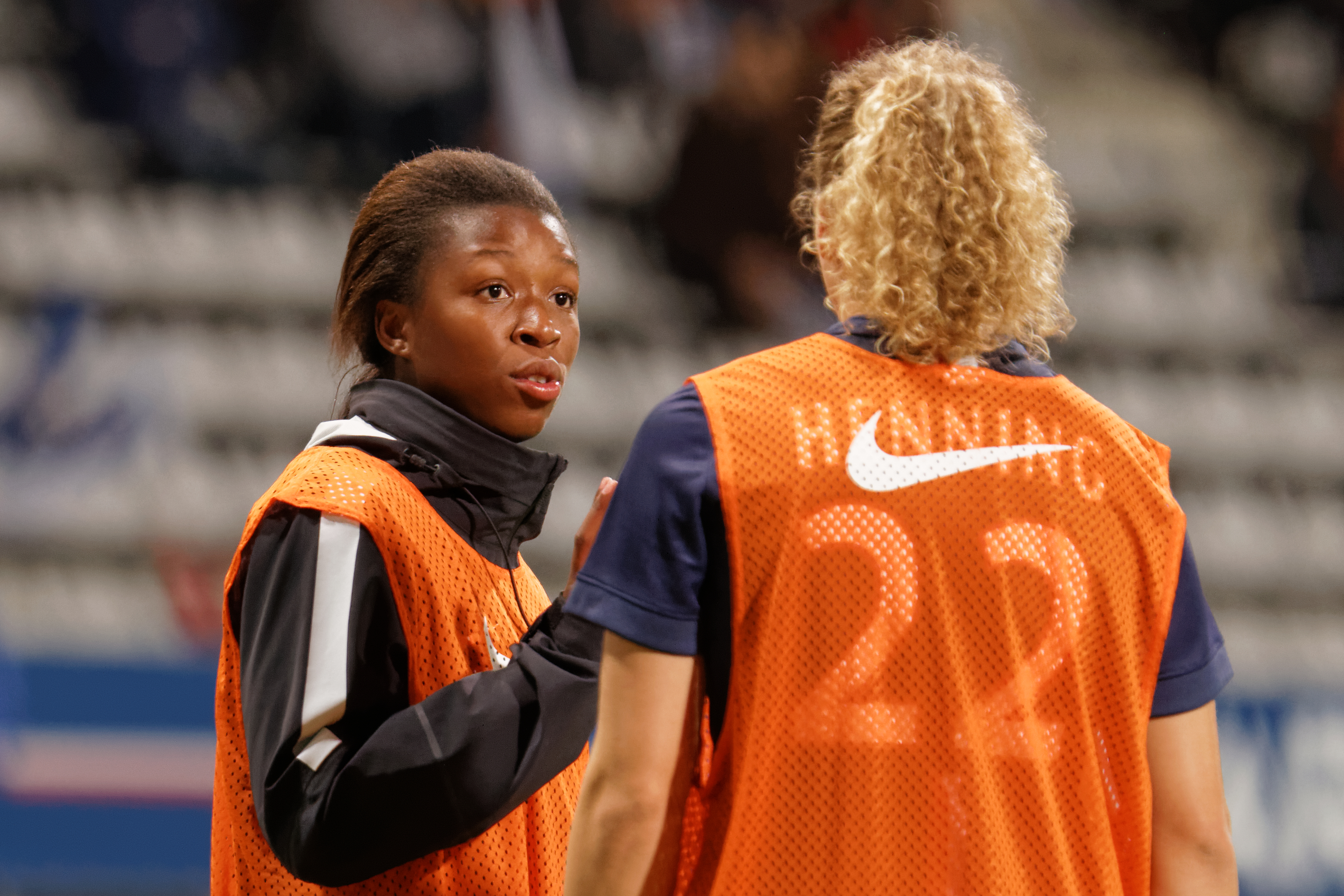
Grace Geyoro, joueuse formée au PSG la plus sélectionnée en équipe de France.

Le tableau suivant donne la liste actualisée au 15 juin 2023 des joueuses internationales françaises passées par le centre de formation du PSG, leur année de naissance, leur nombre de sélections ainsi que la période correspondante. Les joueuses dont la carrière internationale est toujours en cours sont indiqués en caractères gras.
| Joueuse                 | Génération | Période   | Sélections |
| ----------------------- | ---------- | --------- | ---------- |
| Léa Le Garrec           | 1993       | 2017-     | 5          |
| Ouleymata Sarr          | 1995       | 2017-     | 28         |
| Grace Geyoro            | 1997       | 2017-     | 64         |
| Hawa Cissoko            | 1997       | 2017-     | 9          |
| Perle Morroni           | 1997       | 2020-     | 11         |
| Marie-Antoinette Katoto | 1998       | 2018-     | 32         |
| Sandy Baltimore         | 2000       | 2020-     | 23         |
| Laurina Fazer           | 2003       | 2023-     | 2          |
| Total                   |            | 2017-2023 | 174        |

À noter également que Leïla Maknoun et Ella Kaabachi, passées par l'équipe U19 du PSG en 2010, ont fait partie de l'équipe nationale de Tunisie. De même que Mireille Tchengang et Soufiya Ngueleu, appelées avec le Cameroun,. Wissem Bouzid compte elle trois sélections avec l'Algérie et Chloé N'Gazi cinq. Kenza Allaoui ainsi que Sana Daoudi ont joué une fois avec le Maroc. Enfin, l'internationale danoise Matilde Lundorf Skovsen a aussi passé une saison avec les U19 du PSG.

### Principales joueuses ayant réussis en équipe première
Seuls figurent les joueuses ayant disputé au moins 100 matchs officiels toutes compétitions confondues avec l'équipe première. La joueuse formée au club ayant participé au plus grand nombre de matchs officiels sous le maillot parisien est Grace Geyoro avec 204 matchs depuis 2014.
| Rang | Nom                     | Apparitions | Période     |
| ---- | ----------------------- | ----------- | ----------- |
| 1    | Grace Geyoro            | 204         | depuis 2014 |
| 2    | Marie-Antoinette Katoto | 162         | depuis 2015 |
| 3    | Sandy Baltimore         | 147         | depuis 2016 |

## Autres sections

### Centre de préformation
L'une des particularités du centre de formation du PSG est de s'appuyer fortement sur les joueurs issus de son centre de préformation.
L'objectif du centre de préformation est de donner les meilleures bases footballistiques et scolaires à de très jeunes joueurs afin qu'ils puissent par la suite intégrer le centre de formation avec le meilleur niveau possible.

#### U15 préformation
Il n'y a pas encore de championnat de niveau national à cet âge. Le choix de la direction sportive est de privilégier la formation à la compétition en laissant l'équipe de l'association disputer le championnat régional, la préformation multipliant quant à elle les tournois et les matchs amicaux.
Les principales compétitions dans cette catégorie sont :
- Des tournois internationaux.
- Le championnat UNSS en fin de saison.
- La Coupe de Paris Île-de-France U15.
- La Coupe Nationale des Ligues. C'est un tournoi auquel participe les sélections régionales de chaque région française, dont l'un des rôles est de permettre à la DTN de superviser les meilleurs joueurs Français de cette catégorie d'âge afin de constituer l'équipe de France des moins de 16 ans à la rentrée suivante.

De nombreux joueurs du PSG sont sélectionnés chaque année dans la sélection de la région Paris - Île-de-France. En 2008, la sélection d'Île-de-France génération 1993 a remporté la coupe nationale des ligues avec 6 joueurs du PSG titulaires en finale. En 2009, la sélection Francilienne s'est inclinée aux tirs au but en finale de la compétition avec 9 joueurs du PSG titulaires dans l'équipe. En 2010, la LPIFF a de nouveau remporté la compétition avec 6 jeunes joueurs issus du centre de préformation titulaires en finale. En 2011, la LPIFF est montée sur la 3e marche du podium avec 7 parisiens titulaires en demi-finale.

#### U14 préformation
Début du cycle de formation pour beaucoup de très jeunes joueurs, une quinzaine sont admis chaque année, l'équipe va être amener à disputer matchs amicaux et tournois en privilégiant la formation sur la compétition.
Les principales compétitions pour cette catégorie sont :
- Le tournoi de Sens TSF. C'est le plus prestigieux tournoi de la catégorie. Il rassemble les meilleures équipes Françaises et de très bonnes équipes étrangères.
- Le tournoi Elite cup Côte d'Azur de Mougins.
- La Coupe de Paris Île-de-France U14.

### École de football

Logo de la PSG Academy.

Le PSG possède un réseau d'écoles de football en France et dans le monde sous le nom de Paris Saint-Germain Academy depuis 2005. Elles accueillent des enfants de 4 à 17 ans à l'année ou au travers de stages de football. Les principales catégories sont les U13, U12, U11 et U10 avec un encadrement étoffé dans toutes ces catégories.
Présente dans 14 pays au travers de plus de 75 centres, la Paris Saint-Germain Academy accueille, en 2020, plus de 18 500 enfants. En France, via un partenariat avec UrbanSoccer, ce sont près de 10 000 enfants qui sont regroupés au sein de 20 centres répartis dans différentes villes.